# 宮脇“JOE”知史
宮脇“JOE”知史（みやわき ジョー さとし、1964年5月6日 - ）は、日本のミュージシャン（ドラマー）。京都府出身。既婚。同志社香里高等学校卒。同志社大学中退。2024年1月より東映アニメーション音楽出版株式会社所属となる。

## 概要
1983年に44MAGNUMでデビュー。1988年に44MAGNUMを脱退しその後、ダイアモンド☆ユカイのツアーに参加。1994年にZIGGYに参加。1995年に元ＸのTAIJIらと共にKINGSとしてアルバムは発表。セッションドラマーとして多くのバンドに参加しており、hide with Spread Beaver等のドラマーを務めた。なお、hide with Spread Beaverとしての活動時にはJOEとして活動していた。
現在は、RIDER CHIPSのドラマー、復活した44MAGNUM、MADBEAVERS、浜田麻里のツアードラマーなどで活動。2023年10月、来年で還暦になる事を機にドラム以外で音楽関係の仕事に興味を示したことからRIDER CHIPSでの活動を休止し、2024年にイベント制作のスタッフとして東映アニメーション音楽出版株式会社と業務委託契約を締結したことを発表した。
D'ERLANGERの菊地哲は唯一の弟子である。

## バンド遍歴
| バンド                       | 活動期間                 |
| ---------------------------- | ------------------------ |
| 44MAGNUM                     | 1982 - 1988, 2002 - 現在 |
| 中間英明                     | 1989                     |
| ZIGGY/SNAKE HIP SHAKES       | 1994 - 2010              |
| hide/hide with spread beaver | 1994 - 現在              |
| KINGS                        | 1995                     |
| MADBEAVERS                   | 1998、2005 - 2024        |
| RIDER CHIPS                  | 2000 - 現在              |
| 大槻ケンヂと橘高文彦         | 2006                     |
| Nozomu Wakai’s Destinia      | 2014 - 2016              |

## レコーディング参加
- 中間英明『Point Of No Return』
- COMPLEX『GOOD SAVAGE』
- 西城秀樹『西城秀樹ROCKトリビュート』
- 浜田麻里『Unconscious beauty』『Legenda』
- 橘高文彦『Euphoria』
- Ken（L'Arc〜en〜Ciel）『IN PHYSICAL』『The Party』
- 大槻ケンヂと橘高文彦『踊る赤ちゃん人間』
- SADS 『GREATEST HITS 〜BEST OF 5 YEARS〜』収録 M-15「HAPPY (NEW TAKE)」
- FEST VAINQUEUR 『ターゲット』

## その他
2022年公開の映画『TELL ME ～hideと見た景色～』では、自身の役を川野直輝が演じる。川野は音楽監修も担当。